# Elie-Abel Carrière
Élie-Abel Carrière (1818–1896) va ser un botànic francès establert a París. Va ser una autoritat en coníferes en el període 1850-1870, descriví moltes noves espècies, i el nous gèneres Tsuga, Keteleeria i Pseudotsuga. La seva obra més important va ser el Traité général des conifères ou description de toutes les espèces et variétés de ce genre aujourd'hui connues, avec leur synonymie, l'indication des procédés de culture et de multiplication qu'il convient de leur appliquer, publicat el 1855, amb una edició molt revisada del 1867.
Va ser el cap jardiner dels hivernacles del Museu Nacional d'Història Natural de París. Va ser redactor en cap de la Revue horticole i exercí forta influència en l'horticultura.